# فراتاب
فراتاب یا پروژکتور (به انگلیسی: projector) یا آپارات (به روسی: Аппарат) دستگاه نمایش فیلم یا اسلاید است.

## پی‌نوشت

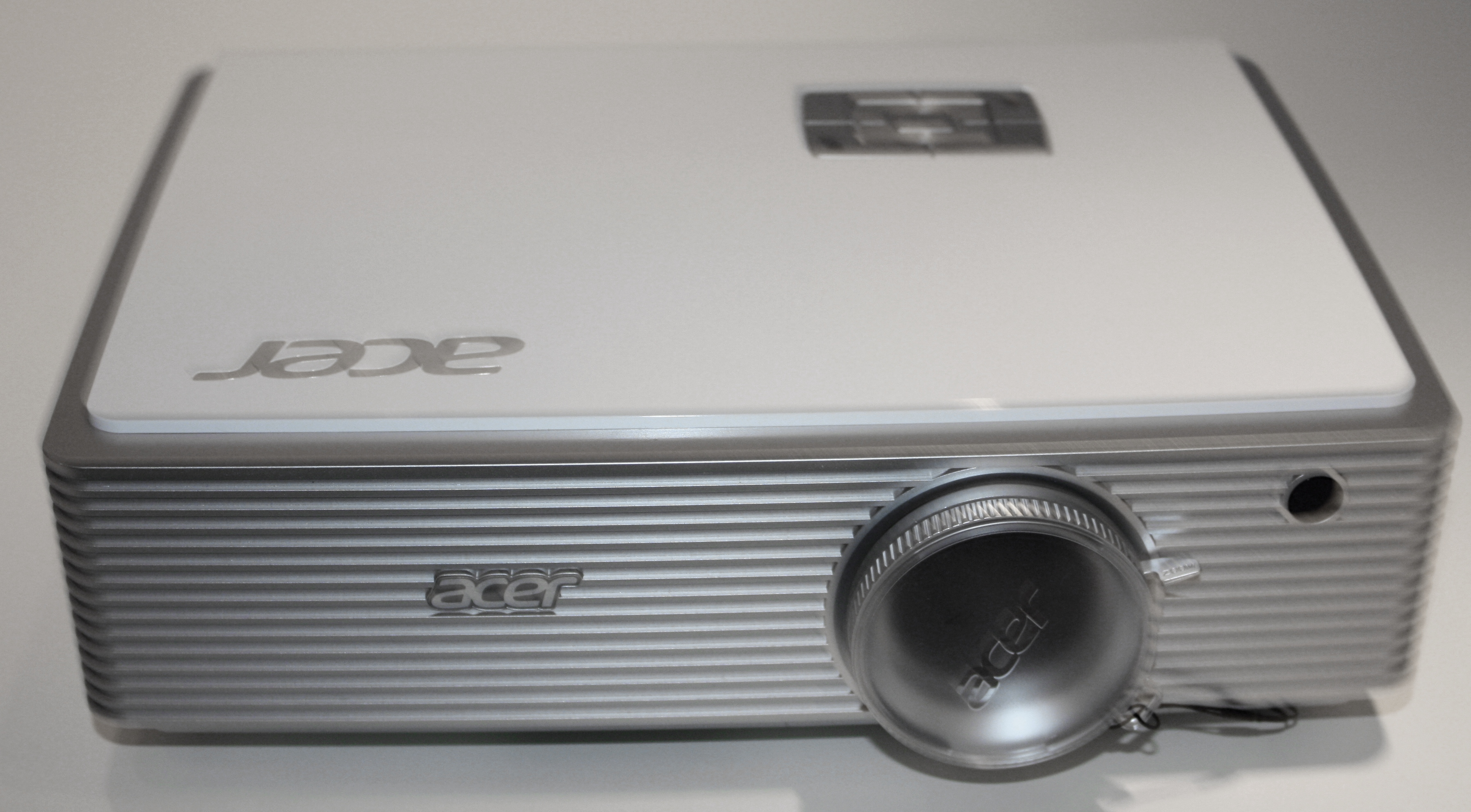
فراتاب ایسر، سال ۲۰۱۲ میلادی

1. ↑  این واژه در زبان روسی به معنی دستگاه است. در فارسی به برخی دستگاه‌ها به طور خاص آپارات گفته می‌شود، از جمله دستگاه نمایش فیلم، دوربین عکاسی، دستگاه پنچرگیری.